# Franz Dallmer
Franz Dallmer (* 7. November 1867 in Münster; † nach 1928) war ein deutscher Politiker der DNVP und von 1919 bis 1928 Parlamentsabgeordneter in Preußen.

## Leben
Dallmer schloss das Gymnasium mit dem Abitur ab und nahm im Anschluss ein Studium der Nationalökonomie auf, das er jedoch nicht beendete. Er begann seine berufliche Laufbahn in der praktischen Landwirtschaft und wirkte dort später hauptsächlich als Beamter. Danach betätigte er sich hauptberuflich als Arbeitersekretär in der evangelischen Arbeitervereinsbewegung und ehrenamtlich in der christlichen Gewerkschaftsbewegung Ostpreußens, vornehmlich bei den Gestütswärtern. Er war Schriftleiter des Ostpreußischen Arbeiterboten, einem Organ des Verbandes evangelischer Arbeiter- und Volksvereine, mit Sitz in Königsberg.
Dallmer trat nach der Novemberrevolution in die Deutschnationale Volkspartei (DNVP) ein und schloss sich dem Stahlhelm an. Von 1919 bis 1921 war er Mitglied der Verfassunggebenden Preußischen Landesversammlung. Bei den Landtagswahlen im Februar 1921 und Dezember 1924 wurde er jeweils in den Preußischen Landtag gewählt, dem er bis 1928 angehörte. Im Parlament vertrat er den Wahlkreis 1 (Ostpreußen).